# Campeonato Mundial de Rugby M19 División B de 1989
El Campeonato Mundial de Rugby M19 División B de 1989 se disputó en Portugal y fue la décima edición del torneo en categoría M19.

## Equipos participantes
- Selección juvenil de rugby de Alemania Occidental
- Selección juvenil de rugby de Polonia
- Selección juvenil de rugby de Taiwán
- Selección juvenil de rugby de Túnez

## Posiciones finales
| Pos | Equipo              |
| --- | ------------------- |
|     | Polonia             |
|     | Túnez               |
|     | Alemania Occidental |
| 4   | Taiwán              |

### Campeón
| Bandera de Polonia |
| Campeón Polonia    |
| Segundo título     |